# Alois Brandhofer
Alois Brandhofer (* 19. Juni 1951 in Grabenegg (Ruprechtshofen)) ist ein österreichischer Klarinettist und emeritierter Hochschullehrer. Er war Professor an der Universität Mozarteum in Salzburg und war Soloklarinettist der Wiener Symphoniker und der Berliner Philharmoniker.

## Leben
Brandhofer studierte beim damaligen Soloklarinettisten der Wiener Philharmoniker Rudolf Jettel an der Wiener Musikakademie Klarinette.
Von 1972 bis 1986 war er Soloklarinettist der Wiener Symphoniker und von 1986 bis 1992 Soloklarinettist der Berliner Philharmoniker. Als Solist und Kammermusiker Reisen in Europa und Übersee. Solokonzerte mit Dirigenten wie C. M. Giulini, T. Guschlbauer, L. Hager, G. Bertini, J. Lopez Cobos, Chr. Eschenbach.
Von 1992 bis zu seiner Emeritierung war Brandhofer Professor an der Universität Mozarteum in Salzburg.
Brandhofer war Mitglied des Ensemble des 20. Jahrhunderts und des Philharmonischen Oktett Berlin. Als Solist und Kammermusiker ist er unter anderem mit dem Amadeus-Quartett, dem Haydn-Trio Wien, dem Gewandhaus-Quartett Leipzig, dem Brandis Quartett, Margaret Price,  Thomas Christian, András Schiff und Milan Turković aufgetreten und wirkte mehrmals bei den Salzburger Festspielen mit.

## Schüler
Zu seinen Schülern zählen unter anderem:
- Gaspare Buonomano – (NDR Sinfonieorchester)
- Attila Balogh – (NDR Sinfonieorchester)
- Jochen Tschabrun – (RSO Frankfurt)
- Mate Bekavac
- Dusan Sodja – (Slovenska filharmonija)
- Florian Mühlberger – (Volksoper Wien)
- Rony Moser – (Qatar Philharmonic Orchestra)
- Beatriz Lopez – (Real Filarmonia de Galicia)
- Walter Seebacher – (Tiroler Landeskonservatorium).[7]
- Simon Reitmaier

## Auszeichnungen
- 1997: Europäischer Kammermusikpreis in Venedig[2]

## Uraufführungen (Auswahl)
- Frank Michael Beyer: Canciones für Klarinette und Ensemble
- Richard Dünser: Sinfonietta concertante für Klarinette und Streichorchester[8]
- Helmut Eder: Trio für Klarinette, Viola und Klavier, op. 104[9]
- Herbert Willi: Stück für Klarinette solo[10]
- Herbert Willi: Froher Gesang – Stück für Klarinette und Klavier[11]